# Fedora Linux
Fedora Linux là một bản phân phối Linux dựa trên RPM Package Manager, được phát triển dựa trên cộng đồng theo Fedora Project và được bảo trợ bởi Red Hat, một công ty con của IBM, với sự hỗ trợ thêm từ các công ty khác. Fedora chứa phần mềm được phân phối theo nhiều giấy phép tự do và nguồn mở khác nhau và hướng tới mục tiêu là công nghệ miễn phí hàng đầu. Fedora là upstream của bản phân phối thương mại Red Hat Enterprise Linux, và sau đó là CentOS.
Kể từ bản phát hành Fedora 30,năm phiên bản khác nhau hiện có sẵn: Workstation, tập trung vào máy tính cá nhân, Server cho servers, CoreOS, tập trung vào điện toán đám mây, Silverblue, tập trung vào máy tính để bàn bất biến chuyên dụng cho quy trình làm việc dựa trên container và IoT, tập trung vào trên các thiết bị IoT.
Tính đến  tháng 2 năm 2016, Fedora có khoảng 1.2 triệu người dùng, bao gồm Linus Torvalds (tính đến  năm 2015), người tạo ra Linux kernel.

## Lịch sử
Tên của Fedora bắt nguồn từ Fedora Linux, một dự án tình nguyện cung cấp phần mềm bổ sung cho bản phân phối Red Hat Linux, và từ chiếc mũ fedora đặc trưng được sử dụng trong logo "Shadowman" của Red Hat. Warren Togami bắt đầu Fedora Linux vào năm 2002 với tư cách là một đồ án đại học tại Đại học Hawaii, nhằm cung cấp một kho lưu trữ duy nhất cho các gói phần mềm của bên thứ ba đã được kiểm tra tốt để những phần mềm không phải của Red Hat sẽ được dễ dàng hơn trong việc tìm kiếm, phát triển và sử dụng. Sự khác biệt chính giữa Fedora Linux và Red Hat Linux là việc phát triển kho lưu trữ của Fedora sẽ hợp tác với cộng đồng tình nguyện viên toàn cầu. Fedora Linux cuối cùng đã được đưa vào Fedora Project, mang theo cách tiếp cận hợp tác này.
Fedora Linux ra mắt vào năm 2003, khi Red Hat Linux ngừng phát triển. Red Hat Enterprise Linux là bản phân phối Linux được hỗ trợ chính thức duy nhất của Red Hat, trong khi Fedora là bản phân phối cộng đồng. RedHat Enterprise Linux phân nhánh các bản phát hành của mình từ các phiên bản của Fedora.
Trước Fedora 7, Fedora được gọi là Fedora Core theo tên của một trong hai kho phần mềm chính - Core và Extras. Fedora Core chứa tất cả các gói cơ sở được yêu cầu bởi hệ điều hành, cũng như các gói khác được phân phối cùng với đĩa CD/DVD cài đặt và chỉ được duy trì bởi các nhà phát triển Red Hat. Fedora Extras, kho lưu trữ thứ cấp đã được đưa vào kể từ Fedora Core 3, được cộng đồng duy trì và không được phân phối cùng với CD/DVD cài đặt. Khi phát hành Fedora 7, sự khác biệt giữa Fedora Core và Fedora Extras đã bị loại bỏ.
Kể từ khi phát hành Fedora 21, như một nỗ lực để mô-đun hóa bản phân phối Fedora và giúp phát triển nhanh hơn, ba phiên bản khác nhau có sẵn: Workstation, tập trung vào máy tính cá nhân, Server và Atomic cho servers, Atomic là phiên bản dành cho điện toán đám mây.
Fedora là nhãn hiệu của Red Hat, Inc. Đơn đăng ký trạng thái nhãn hiệu của Red Hat cho tên "Fedora" đã bị tranh chấp bởi Đại học Cornell và Thư viện trường Đại học Virginia, người tạo ra phần mềm quản lý kho kỹ thuật số Fedora Commons không liên quan. Vấn đề đã được giải quyết và các bên đã giải quyết trên một thỏa thuận cùng tồn tại tuyên bố rằng dự án Cornell-UVA có thể sử dụng tên khi được liên kết rõ ràng với phần mềm nguồn mở cho hệ thống kho lưu trữ đối tượng kỹ thuật số và Red Hat có thể sử dụng tên khi nó rõ ràng liên kết với hệ điều hành máy tính mã nguồn mở.
Tháng 4 năm 2020, trưởng dự án Matthew Miller đã thông báo rằng Fedora Workstation sẽ được phân phối trên một số máy tính xách tay ThinkPad mới, nhờ vào mối quan hệ đối tác mới với Lenovo.

## Tính năng
Fedora nổi tiếng là tập trung vào đổi mới, tích hợp công nghệ mới từ rất sớm và hợp tác chặt chẽ với các cộng đồng upstream Linux. Thực hiện các thay đổi ngược dòng thay vì dành riêng cho Fedora đảm bảo rằng các thay đổi có sẵn cho tất cả các bản phân phối Linux.
Môi trường desktop mặc định trên Fedora là GNOME và giao diện người dùng mặc định là GNOME Shell. Các môi trường desktop khác, bao gồm KDE Plasma, Xfce, LXDE, MATE, Deepin và Cinnamon, có sẵn và có thể cài đặt.

### Quản lý gói
Hầu hết các phiên bản Fedora đều sử dụng hệ thống quản lý gói RPM, sử dụng DNF làm công cụ để quản lý các gói RPM. DNF sử dụng libsolv, một trình phân giải phụ thuộc bên ngoài. Flatpak cũng được bao gồm theo mặc định và hỗ trợ cho các snaps của Ubuntu có thể được thêm vào.
Fedora sử dụng Delta RPM khi cập nhật các gói đã cài đặt để cung cấp các bản cập nhật delta. RPM Delta chứa sự khác biệt giữa phiên bản cũ và mới của một gói. Điều này có nghĩa là chỉ những thay đổi giữa gói đã cài đặt và gói mới mới được tải xuống, giảm lưu lượng mạng và tiêu thụ băng thông.
Các phiên bản Fedora CoreOS và Silverblue sử dụng rpm-ostree, một hệ thống gói/hình ảnh giao dịch kết hợp để quản lý máy chủ. DNF truyền thống (hoặc các hệ thống khác) nên được sử dụng trong các containers.

### Bảo mật
Fedora dùng Security-Enhanced Linux theo mặc định, triển khai nhiều chính sách bảo mật, bao gồm điều khiển truy cập bắt buộc, mà Fedora đã áp dụng từ rất sớm. Fedoracung cấp một hardening wrapper, và hardening cho tất cả các gói của nó bằng cách sử dụng các tính năng của trình biên dịch  như file thực thi độc lập vị trí (PIE).

### Phần mềm
Fedora được cài đặt sẵn nhiều phần mềm như LibreOffice và Firefox. Phần mềm bổ sung có sẵn từ kho phần mềm và có thể được cài đặt bằng trình quản lý gói DNF hoặc GNOME Software.
Ngoài ra, các kho lưu trữ bổ sung có thể được thêm vào hệ thống để phần mềm không có sẵn trong Fedora có thể được cài đặt dễ dàng. Phần mềm không có sẵn qua kho lưu trữ chính thức của Fedora, vì nó không đáp ứng định nghĩa của Fedora về phần mềm tự do hoặc vì việc phân phối nó có thể vi phạm luật pháp Mỹ, có thể được cài đặt bằng cách sử dụng kho của bên thứ ba. Các kho lưu trữ của bên thứ ba phổ biến bao gồm các kho lưu trữ RPM Fusion miễn phí và không miễn phí. Fedora cũng cung cấp cho người dùng một hệ thống xây dựng dễ sử dụng để tạo kho lưu trữ của riêng họ được gọi là Copr.
Kể từ khi phát hành Fedora 25, hệ điều hành mặc định là giao thức máy chủ hiển thị Wayland, giao thức này đã thay thế X Window System.

### Phiên bản

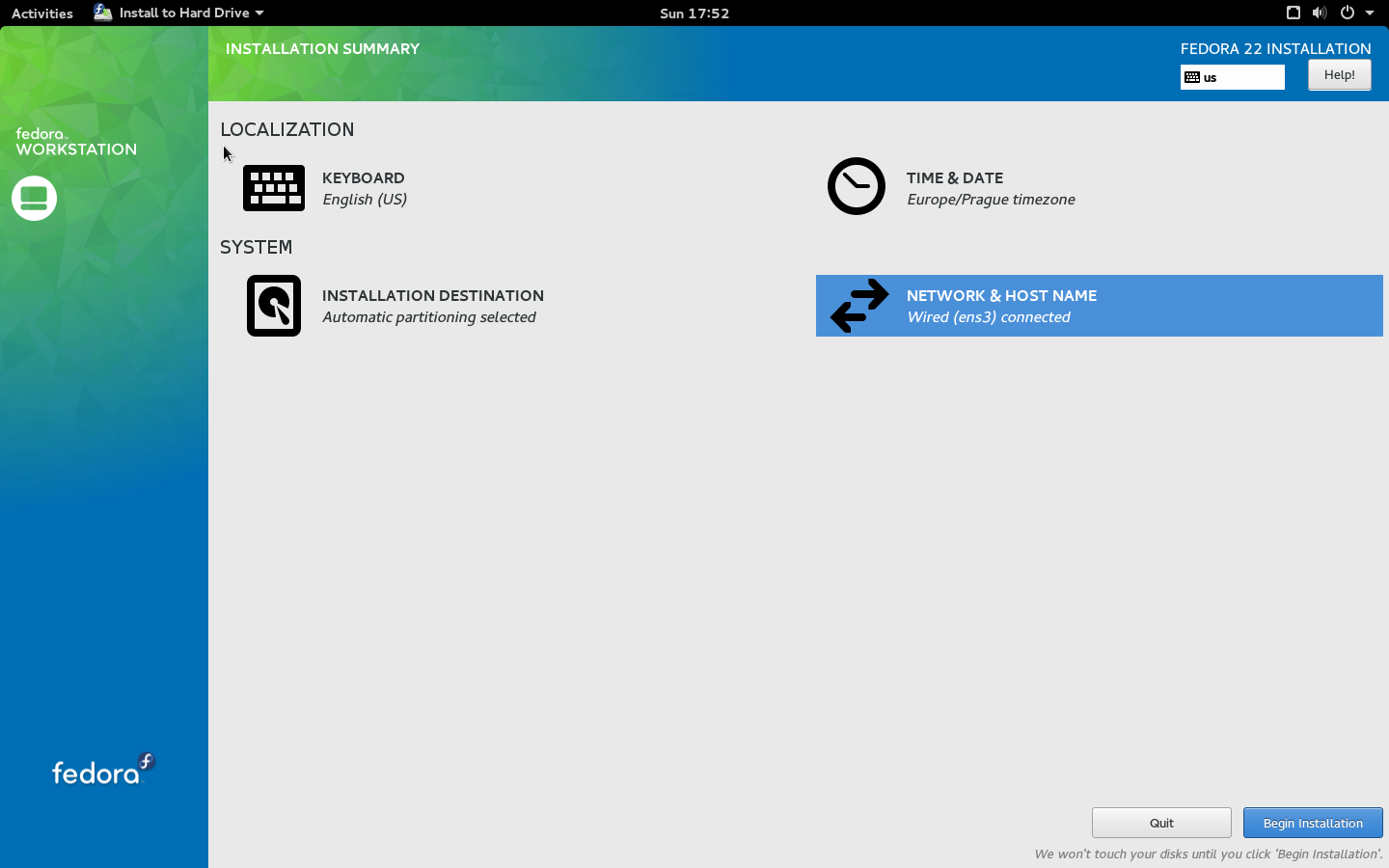
Tóm tắt cài đặt Fedora Workstation 22

Bắt đầu từ Fedora version 30, có 5 phiên bản khác nhau:
- Fedora Workstation – Nó nhắm đến những người dùng muốn có một hệ điều hành đáng tin cậy, thân thiện với người dùng và mạnh mẽ cho máy tính xách tay hoặc máy tính để bàn của họ. Nó đi kèm với GNOME theo mặc định nhưng các máy tính để bàn khác có thể được cài đặt hoặc có thể được cài đặt trực tiếp dưới dạng Spins.
- Fedora Server – Mục tiêu sử dụng của nó là cho các máy chủ. Nó bao gồm các công nghệ trung tâm dữ liệu mới nhất. Phiên bản này không đi kèm với môi trường desktop, nhưng có thể cài đặt một phiên bản. Từ Fedora 28, Server Edition sẽ cung cấp Fedora Modularity,[42] bổ sung hỗ trợ cho các luồng cập nhật thay thế cho phần mềm phổ biến như Node.js và Go.
- Fedora CoreOS – Nó cung cấp một hình ảnh tối thiểu về Fedora chỉ bao gồm các yếu tố cơ bản. Nó có nghĩa là để triển khai trong điện toán đám mây. Nó cung cấp hình ảnh Fedora CoreOS là hình ảnh tối thiểu được tối ưu hóa để triển khai các vùng chứa.
- Fedora IoT – Hình ảnh của Fedora được điều chỉnh để chạy trên các thiết bị Internet of Things.
- Fedora Silverblue –Nó nhắm mục tiêu người dùng muốn có một máy tính để bàn không thay đổi và các nhà phát triển sử dụng quy trình làm việc dựa trên vùng chứa.

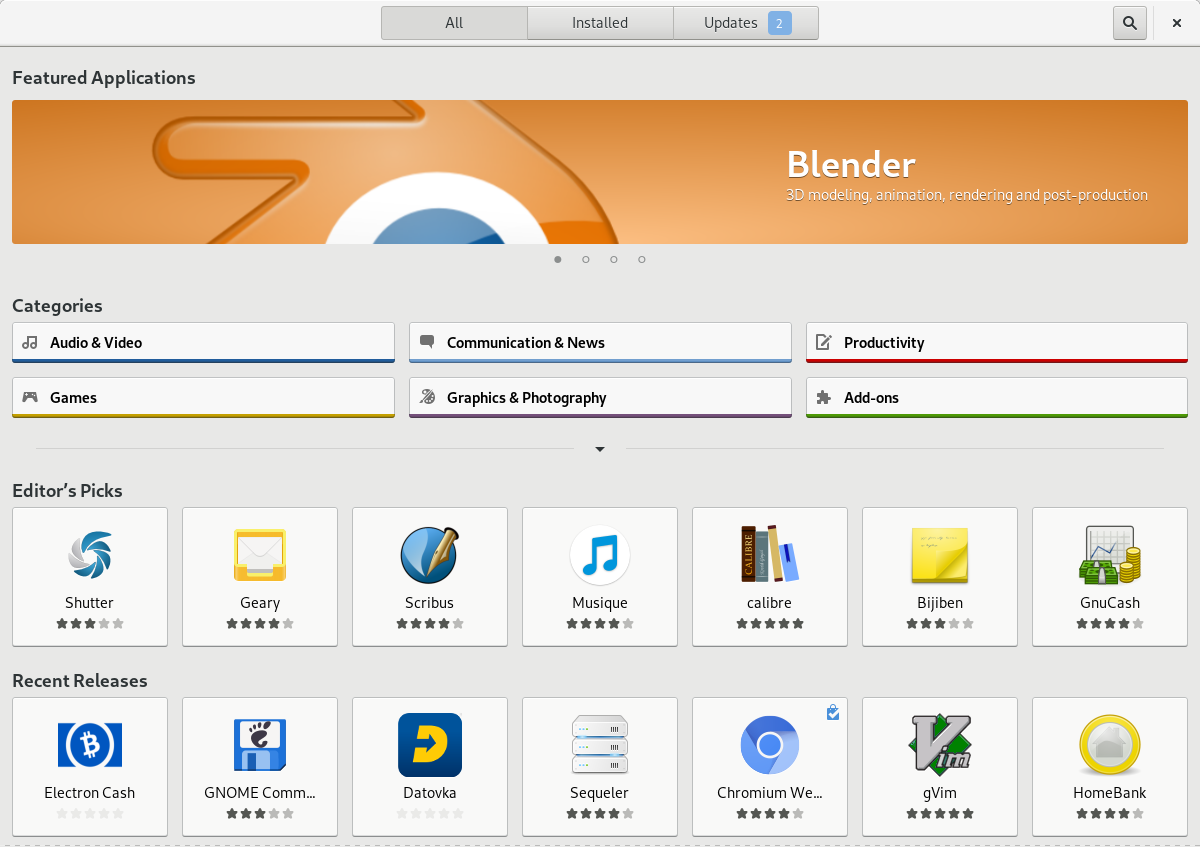
GNOME Software, giao diện trình quản lý gói mặc định của Fedora

Một thiết bị Live USB có được tạo bằng Fedora Media Writer hoặc lệnh dd. Nó cho phép người dùng dùng thử Fedora mà không làm thay đổi ổ cứng.

### Labs
Giống như Debian blends, Fedora Project cũng phân phối các biến thể tùy chỉnh của Fedora được gọi là Fedora Labs. Chúng được xây dựng với các bộ gói phần mềm cụ thể, nhắm mục tiêu các sở thích cụ thể như chơi game, bảo mật, thiết kế, robot,  và máy tính khoa học (bao gồm SciPy, Octave, Kile, Xfig và Inkscape).
Fedora AOS (Appliance Operating System)là một phiên bản chuyên biệt của Fedora với việc giảm dung lượng bộ nhớ để sử dụng trong các thiết bị phần mềm. Các thiết bị được cài đặt sẵn, cấu hình trước, hình ảnh hệ thống. Spin này nhằm mục đích giúp mọi người (nhà phát triển, nhà cung cấp phần mềm độc lập (ISV), nhà sản xuất thiết bị gốc (OEM) v.v.) dễ dàng tạo và triển khai các thiết bị ảo hơn.

### Spins và Remixes
Dự án Fedora chính thức phân phối các biến thể khác nhau được gọi là "Fedora Spins" là Fedora với các môi trường máy tính để bàn khác nhau (GNOME là DE mặc định). Các Spins chính thức hiện tại,kể từ Fedora 32, là KDE, XFCE, LXQT, Mate-Compiz, Cinnamon, LXDE, và SOAS.
Ngoài Spins, là các biến thể chính thức của hệ thống Fedora,  dự án cho phép các biến thể không chính thức sử dụng thuật ngữ "Fedora Remix" mà không cần xin phép thêm, mặc dù cần phải có logo khác.

### Kiến trúc
x86-64 và ARM-hfp là các kiến trúc chính được Fedora hỗ trợ. Pidora và FedBerry là các bản phân phối Fedora chuyên biệt cho Raspberry Pi, hỗ trợ Raspberry Pi cũng như các thiết bị ARM và SBC khác. Kể từ phiên bản 26, Fedora cũng hỗ trợ ARM AArch64, IBM Power64, IBM Power64le, IBM Z ("s390x"), MIPS-64el, MIPS-el, RISC-V làm kiến trúc phụ.
Fedora 28 là phiên bản cuối cùng hỗ trợ ppc64 và người dùng nên chuyển sang biến thể ppc64le endian nhỏ.

### Giải pháp thay thế
Dự án Fedora cũng phân phối một số phiên bản khác với ít trường hợp sử dụng hơn đã đề cập ở trên, như trình cài đặt mạng và bộ cài đặt tối thiểu.Chúng dành cho các trường hợp đặc biệt hoặc người dùng chuyên nghiệp muốn có cài đặt tùy chỉnh hoặc định cấu hình Fedora từ đầu.
Ngoài ra, tất cả các giấy phép được chấp nhận cho Fedora (bao gồm bản quyền, nhãn hiệu và bằng sáng chế) phải được áp dụng không chỉ cho Red Hat hoặc Fedora, mà còn cho tất cả downstream. Điều này có nghĩa là mọi giấy phép "chỉ dành cho Fedora" hoặc giấy phép có các điều khoản cụ thể mà Red Hat hoặc Fedora đáp ứng nhưng những phân nhánh khác sẽ không được chấp nhận (và do đó, gần như chắc chắn là không miễn phí).

## Phát triển và cộng đồng

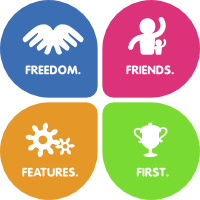
Các giá trị cốt lõi của cộng đồng Fedora

Việc phát triển hệ điều hành và các chương trình hỗ trợ do Fedora Project lãnh đạo, bao gồm một cộng đồng các nhà phát triển và tình nguyện viên, và bao gồm cả nhân viên của Red Hat. Hội đồng là cơ quan lãnh đạo và quản trị cộng đồng cấp cao nhất. Các cơ quan khác bao gồm Fedora Engineering Steering Committee, chịu trách nhiệm về các quyết định kỹ thuật đằng sau sự phát triển của  Fedora, và Fedora Mindshare Committee điều phối các hoạt động tiếp cận và phi kỹ thuật, bao gồm đại diện của Fedora Worldwide ví dụ như: Ambassadors Program, nhóm CommOps và Marketing, Thiết kế và Websites Team.

## Phát hành

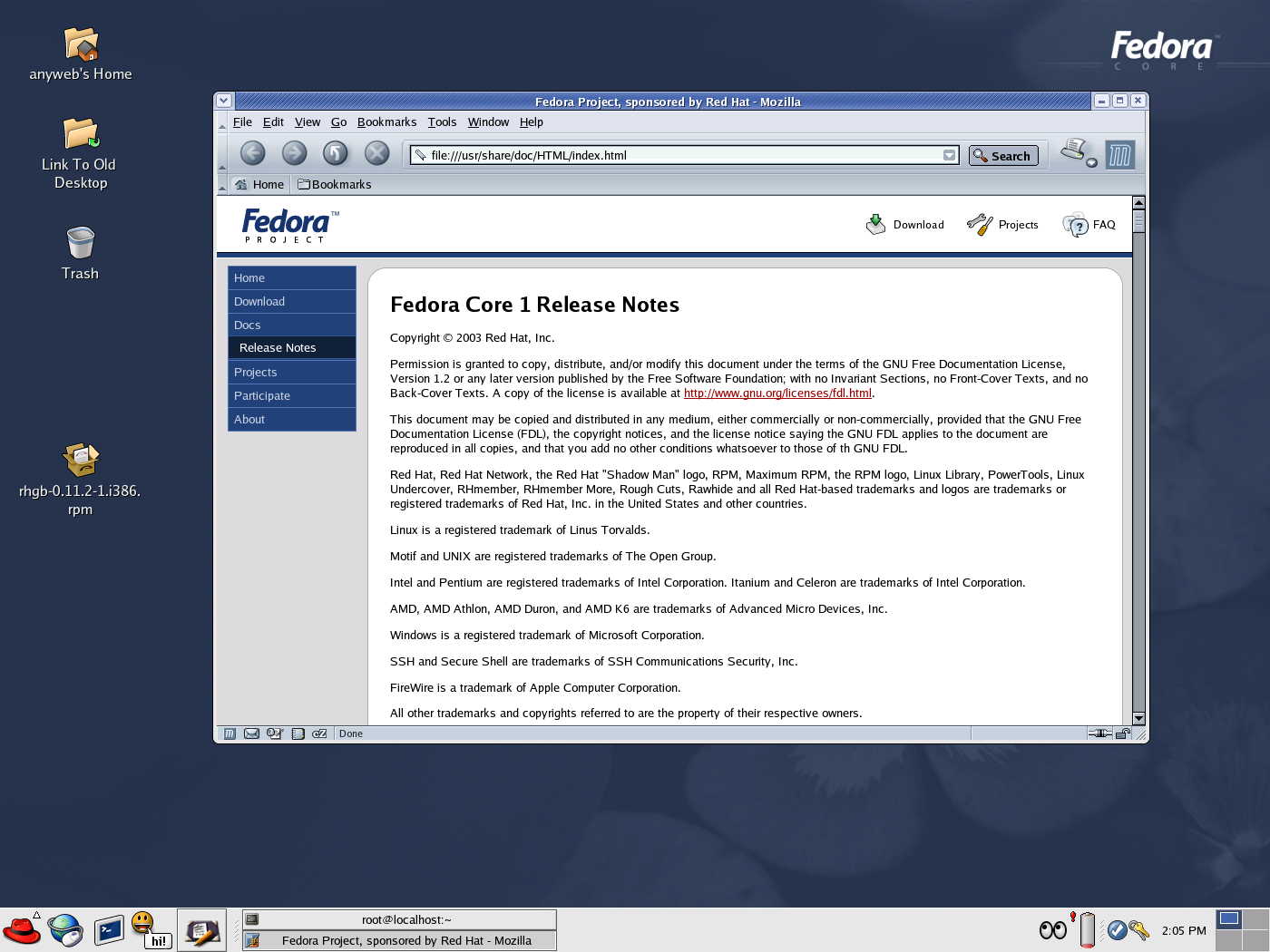
Fedora Core 1 với GNOME phiên bản 2.4 (2003-11)

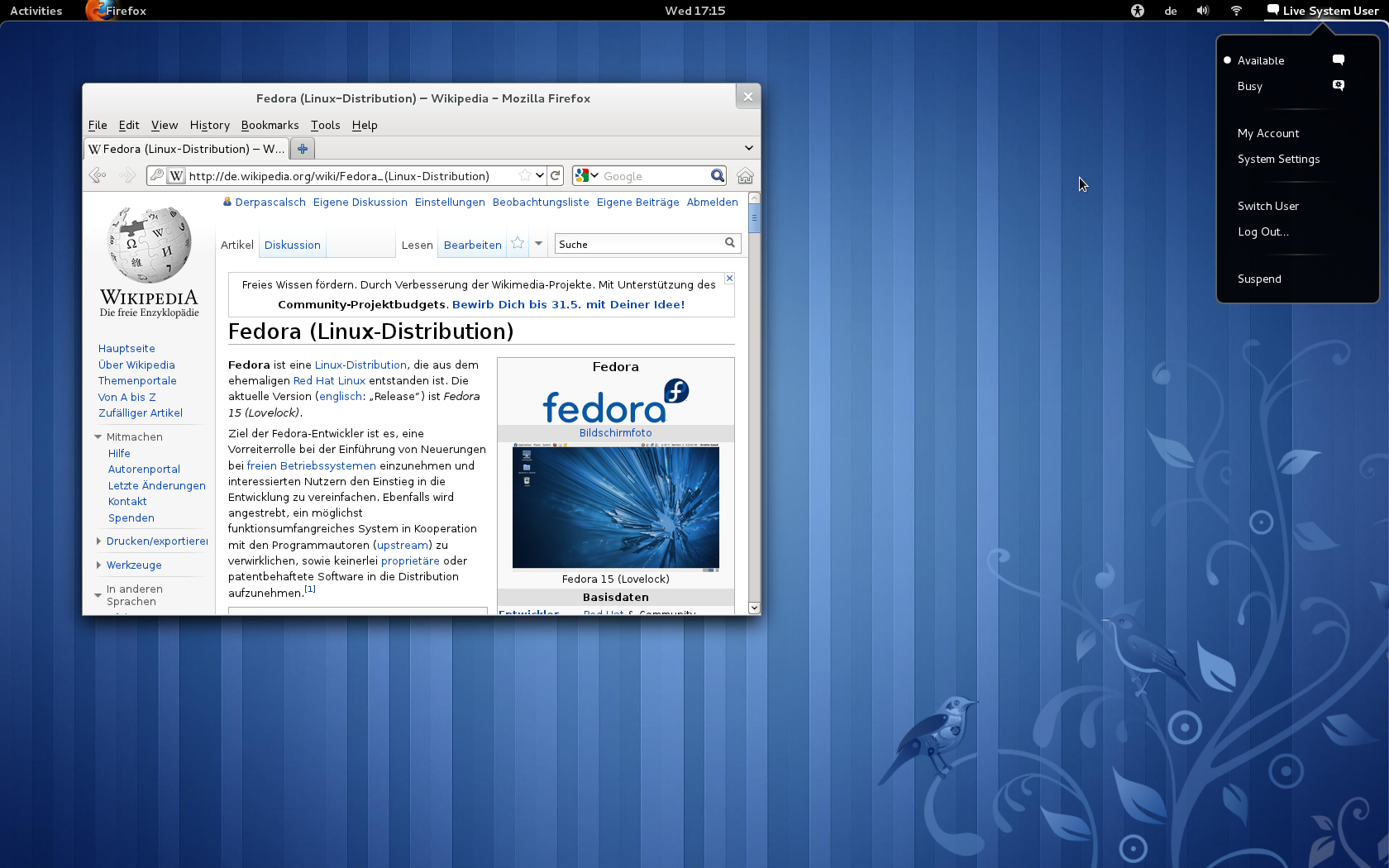
Fedora 15, phát hành đầu tiên đi kèm với GNOME 3 và GNOME Shell. (2011-05)

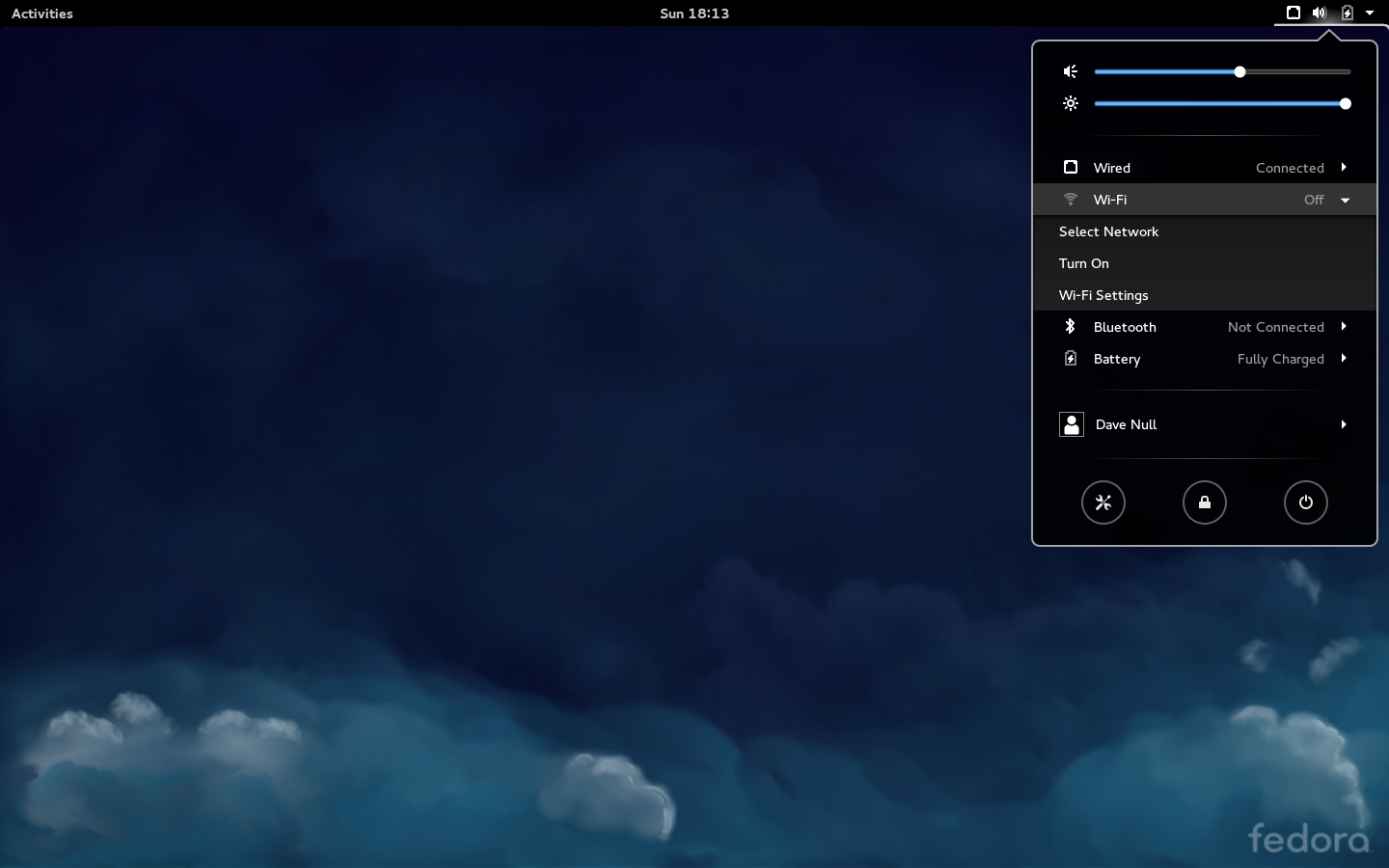
Fedora 21, một phiên bản mang đến hỗ trợ Wayland và HiDPI (2014-12).

Fedora có vòng đời tương đối ngắn: phiên bản X chỉ được hỗ trợ cho đến 1 tháng sau khi phiên bản X+2 được phát hành và khoảng 6 tháng giữa hầu hết các phiên bản, có nghĩa là một phiên bản Fedora thường được hỗ trợ trong ít nhất 13 tháng, có thể lâu hơn. Người dùng Fedora có thể nâng cấp từ phiên bản này sang phiên bản khác mà không cần cài đặt lại.
Bản phát hành hiện tại là Fedora 34, được phát hành vào ngày 24 tháng 4 năm 2021.
| Phiên bản (Tên phát hành) | Ngày phát hành | Dừng hỗ trợ | Nhân Linux | GNOME |
| ------------------------- | -------------- | ----------- | ---------- | ----- |
| 1 (Yarrow)                | 06/11/2003     | 20/09/2004  | 2.4.22     | 2.4   |
| 2 (Tettnang)              | 18/05/2004     | 11/04/2005  | 2.6.5      | 2.6   |
| 3 (Heidelberg)            | 08/11/2004     | 16/01/2006  | 2.6.9      | 2.8   |
| 4 (Stentz)                | 13/06/2005     | 07/08/2006  | 2.6.11     | 2.10  |
| 5 (Bordeaux)              | 20/03/2006     | 02/07/2007  | 2.6.16     | 2.14  |
| 6 (Zod)                   | 24/10/2006     | 07/12/2007  | 2.6.18     | 2.16  |
| 7 (Moonshine)             | 31/05/2007     | 13/06/2008  | 2.6.21     | 2.18  |
| 8 (Werewolf)              | 08/11/2007     | 07/01/2009  | 2.6.23     | 2.20  |
| 9 (Sulphur)               | 13/05/2008     | 10/07/2009  | 2.6.25     | 2.22  |
| 10 (Cambridge)            | 25/11/2008     | 18/12/2009  | 2.26.27    | 2.24  |
| 11 (Leonidas)             | 09/06/2009     | 25/06/2010  | 2.6.29     | 2.26  |
| 12 (Constantine)          | 17/11/2009     | 02/12/2010  | 2.6.31     | 2.28  |
| 13 (Goddard)              | 25/05/2010     | 24/06/2011  | 2.6.33     | 2.30  |
| 14 (Laughlin)             | 02/11/2010     | 02/12/2011  | 2.6.35     | 2.32  |
| 15 (Lovelock)             | 24/05/2011     | 26/06/2012  | 2.6.38     | 3.0   |
| 16 (Verne)                | 08/11/2011     | 12/02/2013  | 3.1        | 3.2   |
| 17 (Beefy Miracle)        | 29/05/2012     | 30/07/2013  | 3.3        | 3.4   |
| 18 (Spherical Cow)        | 15/01/2013     | 14/01/2014  | 3.6        | 3.6   |
| 19 (Schrödinger's Cat)    | 02/07/2013     | 06/01/2015  | 3.9        | 3.8   |
| 20 (Heisenbug)            | 17/12/2013     | 23/06/2015  | 3.11       | 3.10  |
| 21                        | 09/12/2014     | 01/12/2015  | 3.17       | 3.14  |
| 22                        | 26/05/2015     | 19/07/2016  | 4.0        | 3.16  |
| 23                        | 03/11/2015     | 20/12/2016  | 4.2        | 3.18  |
| 24                        | 21/06/2016     | 08/08/2017  | 4.5        | 3.20  |
| 25                        | 22/11/2016     | 12/12/2017  | 4.8        | 3.22  |
| 26                        | 11/07/2017     | 29/05/2018  | 4.11       | 3.24  |
| 27                        | 14/11/2017     | 30/11/2018  | 4.13       | 3.26  |
| 28                        | 01/05/2018     | 28/05/2019  | 4.16       | 3.28  |
| 29                        | 30/10/2018     | 26/11/2019  | 4.18       | 3.30  |
| 30                        | 07/05/2019     | 26/05/2020  | 5.0        | 3.32  |
| 31                        | 29/10/2019     | 24/11/2020  | 5.3        | 3.34  |
| 32                        | 28/04/2020     | 18/05/2021  | 5.6        | 3.36  |
| 33                        | 27/10/2020     | ?           | 5.8        | 3.38  |
| 34                        | 20/04/2021     | ?           | 5.11       | 40    |
| 35                        | 19/10/2021     | ?           | ?          | ?     |

1. ↑  Tại thời điểm phát hành. Các bản phát hành được hỗ trợ thường được cập nhật lên phiên bản ổn định mới nhất của nhân Linux.[63]

### Rawhide
Rawhide là cây phát triển cho Fedora. Đây là bản sao của bản phân phối Fedora hoàn chỉnh, nơi phần mềm mới được thêm vào và thử nghiệm, trước khi đưa vào bản phát hành ổn định sau này.Do đó, Rawhide thường có nhiều tính năng phong phú hơn so với bản phát hành ổn định hiện tại. Trong nhiều trường hợp, phần mềm được tạo từ các bản chụp mã nguồn CVS, Subversion hoặc Git thường được các lập trình viên tích cực phát triển. Mặc dù Rawhide được nhắm mục tiêu vào người dùng nâng cao, người thử nghiệm và người bảo trì gói, nhưng nó có khả năng trở thành một hệ điều hành chính. Người dùng quan tâm đến nhánh Rawhide thường cập nhật hàng ngày và giúp khắc phục sự cố. Người dùng Rawhide không phải nâng cấp giữa các phiên bản khác nhau vì nó tuân theo mô hình rolling release.

## Fedora Core và Red Hat Enterprise Linux
Fedora Core là kết quả của một chiến lược kinh doanh mới của công ty Red Hat vào năm 2003. Red Hat đã tách dòng Red Hat Linux trước đó thành 2 dòng mới. Fedora Core là dòng sản phẩm được cung cấp miễn phí và Red Hat Enterprise Linux là dòng sản phẩm thương mại.